# Nahur modrý
Nahur modrý (Pseudois nayaur) je druh divoké kozy, vyskytující se v horách Střední Asie. I když bývá lidově nazýván modrá ovce (blue sheep, Blauschaf, голубой баран), nejde o ovci (rod Ovis). Stejně jako nahur Schaeferův (Pseudois schaeferi) má systematicky blíže ke kozám než k ovcím.

## Lidová jména
V horých centrální Asie je nahur znám pod řadou lokálních jmen, z nichž některá se vžila a jsou užívána i ve světových jazycích.
- bhútánsky (dzongkha): gnao
- hindsky: bharal, bharar
- ladhacky: sna
- mongolsky: kuku jaman
- népálsky: naur, nahur
- tibetsky: rong-na

## Popis
- Hmotnost: 35 až 80 kg
- Délka těla: 1,2 až 1,7 m
- Délka ocasu: 10 až 20 cm
- Výška v kohoutku: 75 až 90 cm

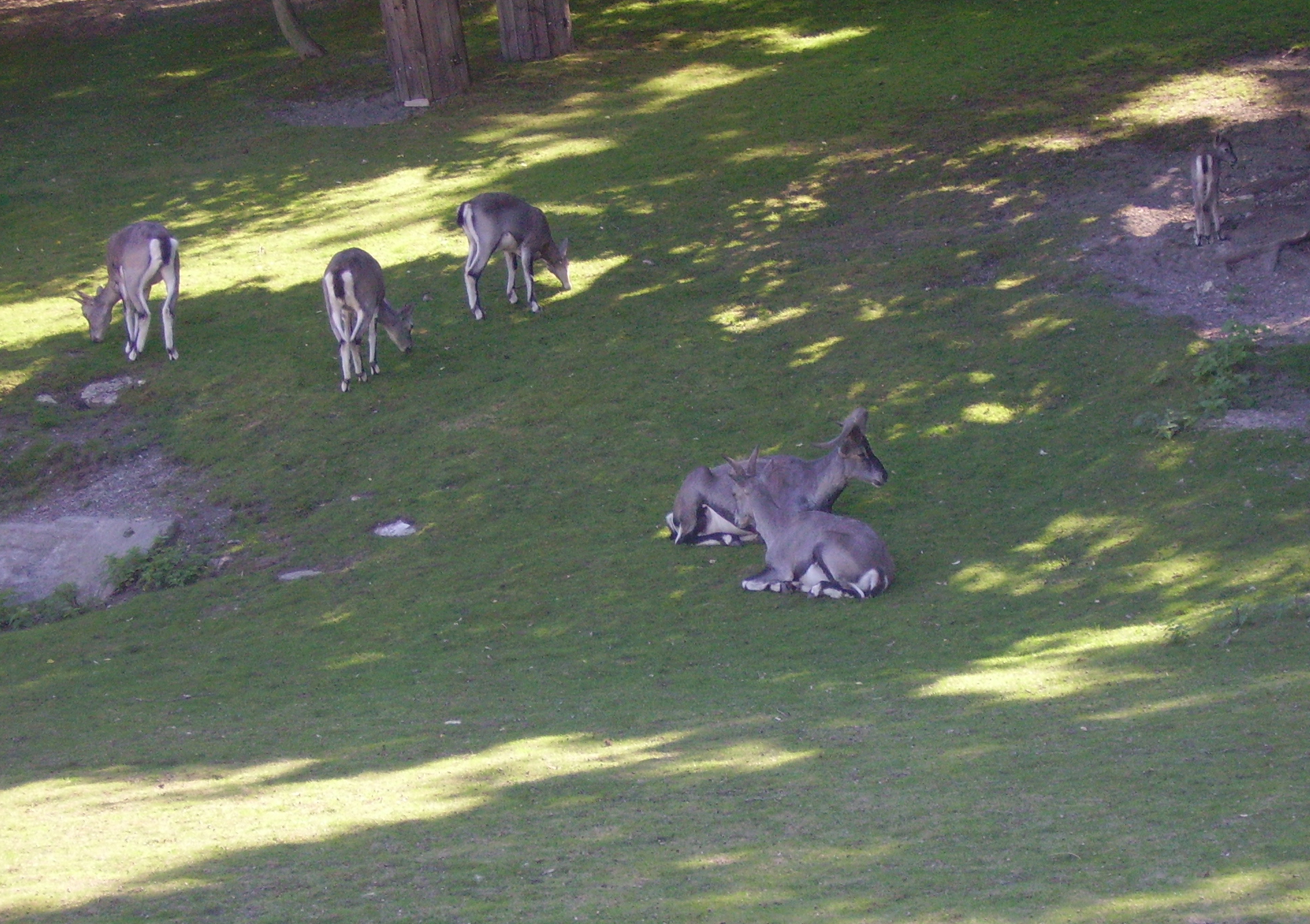
Nahur modrý

Samci jsou větší a těžší než samice. Samci i samice mají rohy. U samců jdou rohy do stran a mohou být zahnuté dozadu. Délka rohů dosahuje až 80 cm. Samice mají menší rohy (asi 20 cm dlouhé).
Krátká srst na zádech, na bocích a na hlavě má šedé zbarvení, které se někdy jeví jako namodralé. Podle toho bylo zvíře pojmenováno. Břicho a zadní strany nohou jsou bílé. Hrudník a přední strana končetin je černá nebo tmavě šedá.

## Výskyt
Nahur modrý žije ve vysokých horách a na náhorních plošinách v Asii. Vyskytuje se v pohoří Himálaj (Tibet, Indie, Nepál, Bhútán, Pákistán), na jihu Tibetské plošiny a v pohoří Kunlunu, Pamíru a Ťan-šanu, v Ujgursku a ve Vnitřním Mongolsku. Běžně se pase pase na loukách ve výšce mezi 3000 až 5000 m, ale někdy až ve výšce 6500 m. Pohybuje se na strmých skalnatých útesech, které jsou těžko dostupné pro většinu predátorů.

## Chování

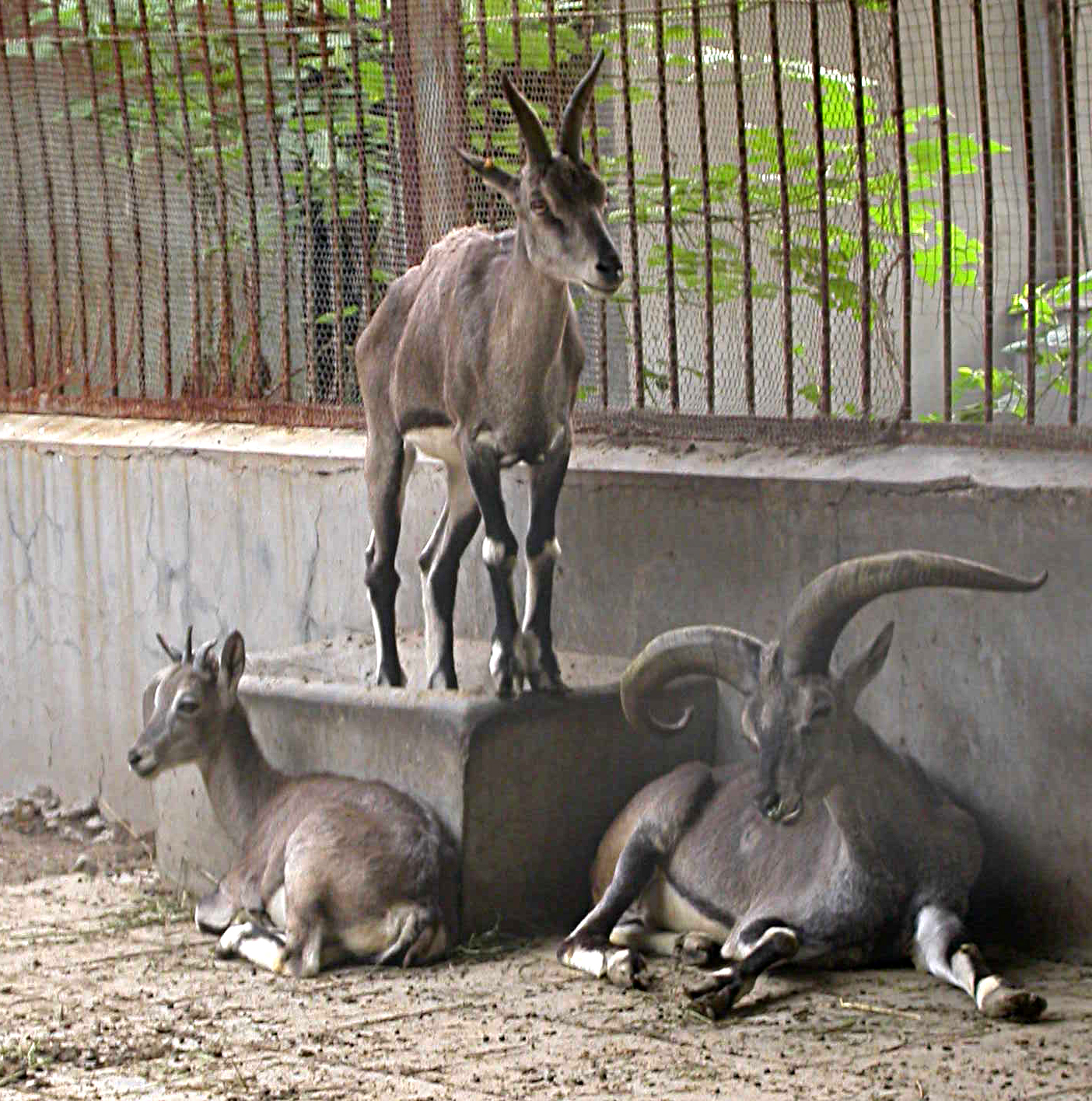
Nahur modrý v zoo v Pekingu

Nahur modrý se živí trávou, lišejníky, bylinami, mechem a další rostlinnou stravou.
Samice spolu s mláďaty tvoří stáda o velikosti 5 až 18 zvířat. Ve výjimečných případech mohou být stáda i větší. Mimo období páření samci žijí samostatně. Mladí samci žijí ve skupinách. V období říje jsou samci vůči sobě velmi agresivní. Bojují mezi sebou a snaží se dostat pod kontrolu stádo.
Páření probíhá obvykle od října do ledna. Samice je březí asi 160 dní. V období od května do července se rodí mláďata. Samici se obvykle narodí jen jedno mládě, někdy se narodí dvojčata. Mláďata jsou odstavena asi za 6 měsíců. Pohlavně dospělá jsou asi v 18 měsících, ale samci jsou obvykle schopni rozmnožování až kolem sedmi let věku.
V přírodě nahur modrý žije v průměru 12 až 15 let, ale v zajetí se může výjimečně dožít věku až 20 let.
V mnoha regionech je nahur nejoblíbenější kořistí irbisa.

## Ohrožení
V šedesátých letech minulého století žilo ve volné přírodě více než 1 000 000 kusů. V důsledku lovu toto číslo od té doby prudce kleslo. Do roku 1989 byl nahur modrý loven kvůli masu, které bylo vyváženo také do Evropy. Potom byl lov oficiálně zakázán, ale velkou hrozbou zůstává pytláctví.
Odhady počtu volně žijících jedinců se pohybují od 45 000 do 400 000 kusů.

## Chov v zoo
Nahur patří k vzácně chovaným druhům. V Evropě je k vidění jen v necelé dvacítce zoo, přičemž nejvíce v ruských a francouzských zoo. V Česku chová nahury Zoo Liberec a Zoo Praha. V Zoo Praha je chován poddruh nahur čínský zvaný též nahur modrý sečuánský (Pseudois nayaur szechuanensis).

### Chov v Zoo Praha
V Zoo Praha jsou nahuři chováni od roku 2015 v expozičním celku Severský les. Tehdy přišla první zvířata ze Zoo Varšava a Zoo Liberec. Ke konci roku 2017 byli chováni tři samci a čtyři samice nahura čínského (poddruhu nahura modrého). V roce 2017 se podařil pražský prvoodchov. Celkem se v roce 2017 narodila a byla odchována tři mláďata. V roce 2018 se narodili dva samci a dvě samice. Ke konci roku 2018 byli chováni čtyři samci a pět samic. V červnu 2019 se narodila dvě mláďata. Rovněž v roce 2020 se narodila mláďata – konkrétně jedno v květnu a dvě v červnu.